# クラウディア・ズウィールス
クラウディア・ズウィールス（Claudia Antoinette Zwiers  1973年11月23日- ）は、オランダのハールレム出身の柔道選手。階級は78kg級。身長181cm。

## 人物
1993年と1995年の世界選手権66kg級ではそれぞれ5位に終わったが、1996年アトランタオリンピックでは準決勝で韓国の曺敏仙に大内刈で敗れたものの銅メダルを獲得した。1998年には階級を70kg級にするが、2000年シドニーオリンピックには国内の代表争いでエディス・ボッシュに敗れて出場できなかった。その後階級を78kg級に変更すると、2001年と2003年の世界選手権ではまたもや5位に終わった。2003年には無差別にも出場したが、こちらは7位だった。2004年アテネオリンピックでは初戦で中国の劉霞に上四方固で敗れた。2005年の世界選手権では準々決勝でフランスのセリーヌ・ルブランに敗れたものの3位となり、ようやく世界選手権でメダルを獲得した。

## 主な戦績
66kg級での戦績
- 1992年 - ベルギー国際　2位
- 1992年 - オーストリア国際　2位
- 1993年 - フランス国際　3位
- 1993年 - ハンガリー国際　優勝
- 1993年 - オランダ国際　優勝
- 1993年 - ヨーロッパ選手権　3位
- 1993年 - 世界選手権　5位
- 1994年 - ハンガリー国際　3位
- 1994年 - オランダ国際　3位
- 1994年 - ヨーロッパ選手権　3位
- 1994年 - 福岡国際　2位
- 1995年 - オランダ国際　優勝
- 1995年 - 世界選手権　5位
- 1995年 - 福岡国際　優勝
- 1996年 - フランス国際　3位
- 1996年 - ハンガリー国際　優勝
- 1996年 - オランダ国際　優勝
- 1996年 - ヨーロッパ選手権　優勝
- 1996年 - アトランタオリンピック　3位
- 1997年 - フランス国際　3位
- 1997年 - ハンガリー国際　優勝
- 1997年 - イタリア国際　優勝
- 1997年 - オランダ国際　優勝
- 1997年 - ヨーロッパ選手権　3位

70kg級での戦績
- 1999年 - ハンガリー国際　優勝
- 1999年 - オランダ国際　優勝
- 1999年 - ミリタリーワールドゲームズ　優勝
- 2000年 - フランス国際　3位
- 2000年 - チェコ国際　3位

78kg級での戦績
- 2001年 - フランス国際　3位
- 2001年 - ヨーロッパ選手権　3位
- 2001年 - 世界選手権　5位
- 2001年 - ユニバーシアード　2位
- 2002年 - フランス国際　3位
- 2002年 - オランダ国際　優勝
- 2002年 - ヨーロッパ選手権　3位
- 2003年 - チェコ国際　2位
- 2003年 - 世界選手権　　78kg級　5位　無差別　7位
- 2004年 - オーストリア国際　優勝
- 2005年 - フランス国際　3位
- 2005年 - 世界選手権　3位
- 2006年 - ハンガリー国際　3位
- 2007年 - オランダ国際　3位